# Radio RaBe
Radio RaBe (Radio Bern) ist ein Hörfunksender aus der Stadt Bern in der Schweiz.
Radio Bern RaBe ist ein Gemeinschaftsradio (siehe auch Freies Radio), das sich über den AMARC-Standard definiert. Der Sender ist als Verein eingetragen und finanziert sich durch Mitgliedsbeiträge von ungefähr 1000 Mitgliedern, Spenden, einen Anteil an den Radiogebühren des Bundes, Sponsoring und Medienpartnerschaften. Der Sender arbeitet werbefrei und nicht gewinnorientiert. Gesendet wird in 20 Sprachen.
Als „Berner Kulturradio“ sendet Radio Bern RaBe Nachrichten des linken Spektrums und definiert sich als sozial und multikulturell.
Die Musik umfasst vor allem inländische Musik aus den Bereichen Reggae, Rock, Weltmusik und Klassik, sowie Musik aus fast allen europäischen Ländern.
RaBe ist Mitglied des Verbands corall (komplementäre Radio Allianz).

## Geschichte
Der Verein Radio Bern RaBe wurde am 17. Juni 1993 gegründet.
Ein erster Versuchsbetrieb fand vom 5. bis zum 13. März 1994 statt, welcher als Beweiserbringung, für die Fähigkeit eines Radiobetriebs, an das Bundesamt für Kommunikation (BAKOM) diente. Während dieser Zeitspanne wurden rund um die Uhr über 100 Sendungen auf der Frequenz 101,9 MHz ausgestrahlt.
Im Januar 1995 wurde die für eine Konzessionsvergabe obligatorische Aktiengesellschaft «Aktiengesellschaft für ein Gemeinschaftsradio in Bern Agrabe» gegründet. Erstmals erteilt wurde die Konzession im Herbst 1995.
Am 1. März 1996 startete Radio Bern RaBe offiziell seinen Betrieb.